# Casa das Conchas

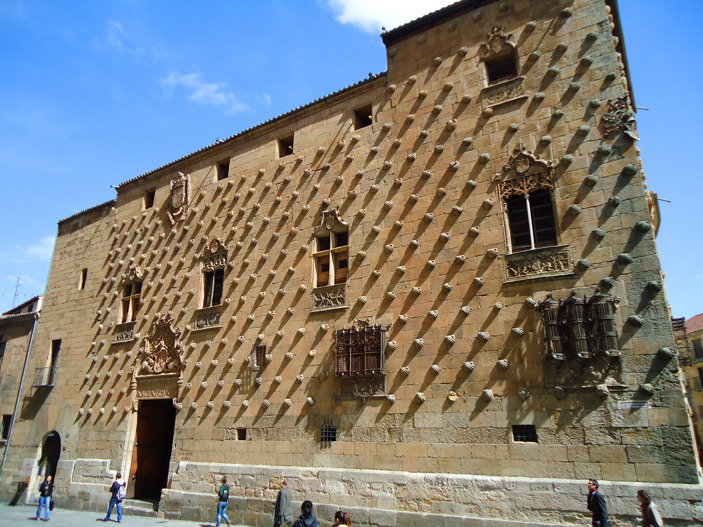

A Casa das conchas está situada na cidade de Salamanca, Espanha. É um edifício de estilo gótico com elementos platerescos. A sua construção iniciou-se em 1493 e foi concluída em 1517.
No interior destacam-se o pátio com arcos mixtilíneos.